# جورجيو تورتشي
جورجيو تورتشي (بالإيطالية: Giorgio Turchi)‏ هو لاعب كرة قدم إيطالي في مركز الوسط، ولد في 27 يناير 1931 في كاربي في إيطاليا، وتوفي بنفس المكان في 3 فبراير 2022. شارك مع منتخب إيطاليا تحت 21 سنة لكرة القدم. أما مع النوادي، فقد لعب مع نادي بولونيا ونادي تشيزينا ونادي كاربي ونادي كالياري ويوفنتوس.